# Onthophagus furcifer
Onthophagus furcifer là một loài bọ cánh cứng trong họ Bọ hung (Scarabaeidae).